# Comostolopsis glos
Comostolopsis glos là một loài bướm đêm trong họ Geometridae.